# Aegukga
Aegukga este imnul național din Coreea de Sud. Imnul a fost adoptat în anul 1948 la fondarea Republici Coreene. Imnul a fost compus în anii 1930 și rearanjat în 2018, versurile sale datează din 1890.

## Istorie
Original, cântecul era folosit ca imnu Guvernului Coreean în exil (1919 - 1945) în Shanghai, China pe melodia „Auld Lang Syne”. În 1936, Ahn Eak-tai a compus melodia imnului și  „Auld Lang Syne” nu mai avea folos.
În anul 1948 Aegukka a fost adoptat ca imnul național al Coreei de Sud.

## Versuri în Coreeană
1절
- 동해 물과 백두산이 마르고 닳도록,
- 하느님이 보우하사 우리나라 만세.

후렴:
- 무궁화 삼천리 화려 강산,
- 대한 사람 대한으로 길이 보전하세.

2절:
- 남산 위에 저 소나무 철갑을 두른 듯
- 바람서리 불변함은 우리 기상일세.

후렴
3절:
- 가을 하늘 공활한데 높고 구름 없이
- 밝은 달은 우리 가슴 일편단심일세.

후렴
4절:
- 이 기상과 이 맘으로 충성을 다하여
- 괴로우나 즐거우나 나라 사랑하세.

후렴